# Villaguay
Villaguay – miasto w Argentynie, położone w środkowej części prowincji Entre Ríos.

## Opis
Miejscowość została założona 20 listopada 1823 roku. Przez miasto przebiega droga krajowa RN138 i linia kolejowa.

## Demografia
.